# Robinson Jeffers
John Robinson Jeffers (Allegheny, Pensilvânia, 10 de janeiro de 1887 - Carmel, Califórnia, 20 de janeiro de 1962) foi um poeta estadunidense.

## Obras
- Flagons and Apples. Los Angeles: Grafton, 1912.
- Californians. New York: Macmillan, 1916.
- Tamar and Other Poems. New York: Peter G. Boyle, 1924.
- Roan Stallion, Tamar, and Other Poems. New York: Boni and Liveright, 1925.
- The Women at Point Sur. New York: Liveright, 1927.
- Cawdor and Other Poems. New York: Liveright, 1928.
- Dear Judas and Other Poems. New York: Liveright, 1929.
- Thurso's Landing and Other Poems. New York: Liveright, 1932.
- Give Your Heart to the Hawks and other Poems. New York: Random House, 1933.
- Solstice and Other Poems. New York: Random House, 1935.
- Such Counsels You Gave To Me and Other Poems. New York: Random House, 1937.
- The Selected Poetry of Robinson Jeffers. New York: Random House, 1938.
- Be Angry at the Sun. New York: Random House, 1941.
- Medea. New York: Random House, 1946.
- The Double Axe and Other Poems. New York: Random House, 1948.
- Hungerfield and Other Poems. New York: Random House, 1954.
- The Beginning and the End and Other Poems. New York: Random House, 1963.
- Robinson Jeffers: Selected Poems. New York: Vintage, 1965.
- Cawdor and Medea: A Long Poem After Euripides. New York: New Directions, 1970.'
- Stones of the Sur. Stanford: Stanford University Press, 2001.